# والنات سیتی (آیووا)
والنات سیتی (به انگلیسی: Walnut City) یک منطقهٔ مسکونی در ایالات متحده آمریکا است که در آیووا واقع شده‌است. والنات سیتی ۳۰۳٫۸۹ متر بالاتر از سطح دریا قرار دارد.